# Úmyslovice
Úmyslovice är en ort i Tjeckien.   Den ligger i regionen Mellersta Böhmen, i den centrala delen av landet, 60 km öster om huvudstaden Prag. Úmyslovice ligger 191 meter över havet och antalet invånare är 305.
Terrängen runt Úmyslovice är platt.Runt Úmyslovice är det ganska glesbefolkat, med 45 invånare per kvadratkilometer. Närmaste större samhälle är Kolín, 19,5 km söder om Úmyslovice. Trakten runt Úmyslovice består till största delen av jordbruksmark.